# Jürgen Grabowski
Jürgen Grabowski, född 7 juli 1944 i Wiesbaden i Hessen, död 10 mars 2022 i samma stad, var en tysk fotbollsspelare.
Grabowski gjorde 109 mål på 441 matcher i Bundesliga för Eintracht Frankfurt mellan 1965 och 1980. Han blev tysk cupvinnare 1974 och 1975 samt UEFA-cupvinnare 1980.
Han spelade 44 landskamper och gjorde fem mål för Västtyskland mellan 1966 och 1974. Grabowski gjorde landslagsdebut mot Irland i maj 1966 och kom med i truppen till VM i England samma år. Han fick dock inte spela något i VM, och det skulle dröja till 1970 innan han fick spela nästa landskamp. I VM i Mexiko 1970 kom Grabowski in som avbytare i de fyra första matcherna, innan han fick spela från start i semifinalförlusten mot Italien. Han var med i EM 1972, där Västtyskland segrade. Även den här gången satt han på bänken och fick göra ett inhopp i semifinalen mot Belgien. När det var dags för VM på hemmaplan 1974 var Grabowski med som ordinarie, och spelade i anfallet tillsammans med Gerd Müller och klubbkompisen från Eintracht Frankfurt, Bernd Hölzenbein. Grabowski gjorde ett mål i 4–2-segern över Sverige, och i finalen segrade tyskarna med 2–1 över Nederländerna. VM-finalen 1974 var Grabowskis sista landskamp.